# Дарза
Дарза — третий студийный альбом российской фолк-рок-группы Калинов мост, записанный в июне 1991 года, одновременно с альбомом Узарень. Отличительной чертой альбома является жёсткое звучание, которого не было на ранее записанных альбомах группы.

## Переиздания
На переиздание 1997 года из серии «Быль» от Moroz Records был включён дополнительный трек «Уходили из дома».
В юбилейное переиздание к 20-летию группы от Real Records 2006 года в дополнение к основному альбому добавлен дополнительный диск «Дарза Live». На диске представлены записи презентации альбома в «ДК железнодорожников» города Новосибирска 9-10 апреля 1992 года.

## Список композиций
Все песни — Дмитрий Ревякин, кроме указанных особо
| №                   | Название                                               | Длительность |
| ------------------- | ------------------------------------------------------ | ------------ |
| 1.                  | «Тропы в Китай» (музыка — Ревякин, Чаплыгин)           | 4:03         |
| 2.                  | «По-прежнему»                                          | 3:44         |
| 3.                  | «Даждо» (Для его стрелы)                               | 5:46         |
| 4.                  | «Колывань»                                             | 3:47         |
| 5.                  | «Иволге петь» (музыка — Ревякин, Щенников)             | 3:24         |
| 6.                  | «Ты Так Хотел» (музыка — Ревякин, Чаплыгин, Смоленцев) | 4:47         |
| 7.                  | «Крошево вытупа»                                       | 6:48         |
| 8.                  | «Плакать всерьёз»                                      | 3:39         |
| 9.                  | «Образа»                                               | 6:07         |
| Общая длительность: | Общая длительность:                                    | 42:05        |

| №   | Название          | Длительность |
| --- | ----------------- | ------------ |
| 10. | «Уходили из дома» | 3:56         |

| №                   | Название                                               | Длительность |
| ------------------- | ------------------------------------------------------ | ------------ |
| 1.                  | «Ты так хотел» (музыка — Ревякин, Чаплыгин, Смоленцев) | 9:17         |
| 2.                  | «Набекрень голова»                                     | 4:51         |
| 3.                  | «Даждо»                                                | 5:36         |
| 4.                  | «Улетай»                                               | 5:01         |
| 5.                  | «Образа»                                               | 6:23         |
| 6.                  | «Имя назвать»                                          | 5:13         |
| 7.                  | «Без страха»                                           | 3:43         |
| 8.                  | «Гон в полдень»                                        | 4:25         |
| 9.                  | «Плакать всерьёз»                                      | 3:52         |
| 10.                 | «В устье Лены»                                         | 3:34         |
| 11.                 | «Крошево вытупа»                                       | 6:58         |
| 12.                 | «Последняя охота»                                      | 9:13         |
| Общая длительность: | Общая длительность:                                    | 1:08:06      |

## Участники записи
- Дмитрий Ревякин — вокал, акустическая гитара
- Василий Смоленцев — гитара, скрипка
- Андрей Щенников — бас-гитара, клавишные
- Виктор Чаплыгин — барабаны, хомус
- Алексей Калябин — саксофон, губная гармоника, флейта (Дарза)
- Сергей Дзюба — саксофон (Дарза Live)